# Yankees de New York
 (septembre 2016).
Améliorez-le ou discutez des points à vérifier. 
 (novembre 2020).
Si vous disposez d'ouvrages ou d'articles de référence ou si vous connaissez des sites web de qualité traitant du thème abordé ici, merci de compléter l'article en donnant les références utiles à sa vérifiabilité et en les liant à la section « Notes et références ».
Pour les articles homonymes, voir Yankees de New York (homonymie).
 Saison 2025 des Yankees de New York
Les Yankees de New York (en anglais : New York Yankees) sont une franchise de baseball de la Ligue majeure de baseball située dans le Bronx à New York. Le nom de l'équipe est souvent raccourci en Yanks. Leur surnom est « Bombardiers du Bronx » ou simplement « les Bombardiers ».
Une des huit premières franchises de la Ligue américaine, le club a été fondé à Baltimore, au Maryland en 1901 sous le nom de Orioles de Baltimore, avant de déménager à New York en 1903 et devenir les Highlanders de New York. De 1923 à 2008, les Yankees jouent dans le premier Yankee Stadium et évoluent depuis 2009 dans le nouveau Yankee Stadium. Les Yankees est la franchise qui a gagné le plus de titres en Ligue majeure de baseball avec 27 titres de Série mondiale et 40 championnats de la Ligue américaine. Leurs 27 titres en font la franchise la plus victorieuse de tout le sport professionnel nord-américain, devant les Canadiens de Montréal (LNH) qui comptabilisent 24 titres en 2024. Elle est aussi la seule équipe représentée au Temple de la renommée du baseball à chaque position.
Les Yankees nourrissent également une des rivalités les plus longues du sport nord-américain avec les Red Sox de Boston. Cette rivalité a commencé avec la « malédiction présumée du Bambino » et a pris une nouvelle signification avec la création du meilleur deuxième en 1995, permettant aux deux équipes de se rencontrer en séries éliminatoires.

## Palmarès
- Championnat de Série mondiale (27) : 1923, 1927, 1928, 1932, 1936, 1937, 1938, 1939, 1941, 1943, 1947, 1949, 1950, 1951, 1952, 1953, 1956, 1958, 1961, 1962, 1977, 1978, 1996, 1998, 1999, 2000, 2009.
- Champion de la Ligue américaine (40) : 1921, 1922, 1923, 1926, 1927, 1928, 1932, 1936, 1937, 1938, 1939, 1941, 1942, 1943, 1947, 1949, 1950, 1951, 1952, 1953, 1955, 1956, 1957, 1958, 1960, 1961, 1962, 1963, 1964, 1976, 1977, 1978, 1981, 1996, 1998, 1999, 2000, 2001, 2003, 2009.
- Titres de division (21) : 1976, 1977, 1978, 1980, 1981, 1994[1], 1996, 1998, 1999, 2000, 2001, 2002, 2003, 2004, 2005, 2006, 2009, 2011, 2012, 2019, 2024.
- Meilleur deuxième (8) : 1995, 1997, 2007, 2010, 2015, 2017, 2018, 2020.

## Histoire

### Origines (1901-1902)

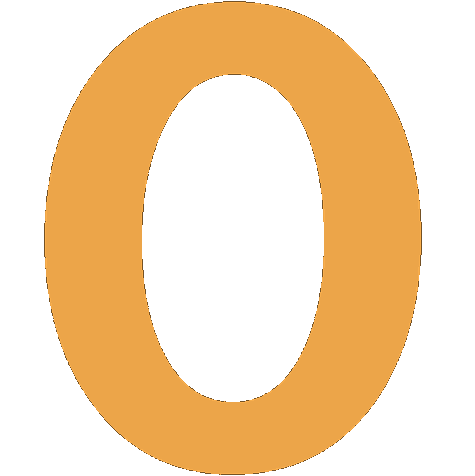
Logo original des Orioles de Baltimore

À la fin de la saison 1900, la Ligue américaine de Ban Johnson se déclare comme une ligue majeure. Cette ligue fait déménager cinq de ses équipes et ajoute des équipes supplémentaires dans trois villes de la Côte Est des États-Unis, dont Baltimore dans le Maryland qui avait perdu son équipe de Ligue nationale en 1899 lorsque quatre équipes en avaient été supprimées. Le projet initial était en fait de mettre une équipe dans la ville de New York, mais les Giants de New York et Tammany Hall les en avaient empêché.
L'équipe, connue sous le nom des Orioles de Baltimore, commence à jouer en 1901 avec John McGraw comme gérant. Au milieu de la saison 1902, les Giants continus à perdre le contrôle de l'équipe et à piller ses joueurs mais la Ligue américaine intervient et prend le contrôle de l'équipe.
En janvier 1903, une « conférence de paix » se tient entre les deux ligues pour régler la dispute et essayer de trouver une façon de coexister. Un des résultats de la conférence est que la ligue nationale consente à laisser le « circuit junior » monter une autre franchise à New York. Les nouveaux propriétaires des Orioles, Frank J. Farrell et William S. Devery, trouvent alors un stade de baseball non bloqué par les Giants, et l'équipe de Baltimore déménage à New York.

### Les Highlanders (1903-1912)

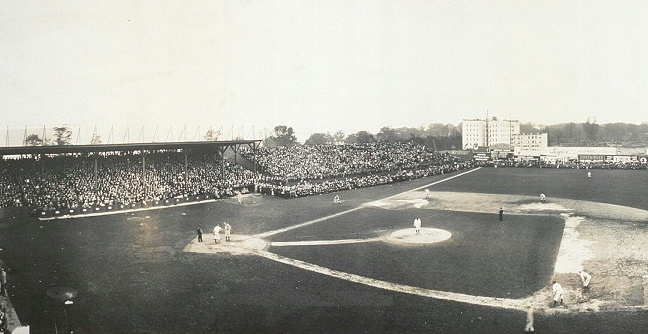
Hilltop Park.

Ce stade de baseball, le Hilltop Park, est situé entre la 165e Rue et Broadway à Manhattan, près du point culminant de l'île. En 1903, l'éditeur William Randolph Hearst du New York Evening Journal les désigne comme les « Envahisseurs » (« Invaders »), un nom qui se change finalement, au printemps 1904, en « Highlanders de New York ». Ce nom est une référence à l'emplacement élevé du stade de l'équipe et aussi à l'unité militaire britannique The Gordon Highlanders, du même nom que le président de l'équipe de 1903 à 1906, Joseph Gordon.
En tant qu'Highlanders, les principaux succès de l'équipe sont les deuxièmes places obtenues en 1904, 1906 et 1910. Durant cette période, il y a des rumeurs de corruption des propriétaires, ainsi que des activités discutables de certains des joueurs qui sont soupçonnés de parier sur les matches. Ces accusations restent cependant infondées.
La meilleure chance des Highlanders de remporter le titre s'est joué lors de la dernière journée de la saison 1904. C'est finalement sur une mauvaise balle du lanceur new-yorkais Jack Chesbro, au cours de la neuvième manche, que les Boston Americans deviennent champion.
Ce résultat a significations historiques. Tout d'abord, la participation des Highlanders pousse les Giants à annoncer qu'ils ne participeront pas à la Série mondiale afin de ne pas jouer contre une équipe de « ligues mineures ». Bien que Boston ait gagné le match, les Giants n'ont pas trahi leurs paroles et ont toujours refusé d'y participer. La réaction violente de la presse force le propriétaire des Giants, John T. Bruch, à prendre position et a amené le comité à officialiser les règles de Série mondiale. 1904 reste finalement la dernière année où la Série mondiale ne se joue pas jusqu'à la grève des Ligues majeures de baseball en 1994. Il faut attendre un siècle (en 2004) pour voir l'équipe de Boston, devenu entre-temps les Red Sox, battre de nouveau en finale l'équipe de New York.

### Nouveau propriétaire, nouveau domicile, nouveau nom (1913-1922)
Les relations sont tendues entre les Highlanders et leurs rivaux de la Ligue nationale, les Giants, qui ont essayé lors des années précédentes de les faire disparaître. En 1911, le Polo Grounds, le stade des Giants, est détruit dans un incendie. Malgré la rivalité qui les unis, les Highlanders laissent les Giants jouer au Hilltop Park pendant que leur stade est reconstruit. Les relations entre les deux équipes se sont donc réchauffées[pas clair] et, en 1913, les Highlanders déménagent au nouveau Polo Grounds après l'expiration de leur contrat pour jouer au Hilltop Park. Maintenant qu'ils jouent dans le quartier de Harlem, loin des hauteurs, le nom des « Highlanders » n'a plus de sens. Le nom des « Yankees » est attribué de temps en temps au club comme variante de « Americans ». C'est ainsi que le 7 avril 1904, un article rapportant la présence de l'équipe à Richmond en Virginie pour un camp d'entrainement est édité avec le gros titre : « Les Yankees débuteront aujourd'hui dans la maison du Sud ». Le New York Evening Journal titre plus tard : « Les Yankees battent Boston ». Ça sera finalement en 1913 que les New York Highlanders changeront officiellement de nom pour devenir les Yankees de New York, qui est encore le nom de l'équipe aujourd'hui.
À la moitié de l'année 1910, les propriétaires Farrell et Devery se séparent et ont tous les deux un besoin d'argent. Début 1915, le duo vend l'équipe au Colonel Jacob Ruppert, un riche héritier et au Capitaine Tillinghast L'Hommedieu Huston, un ancien député. Ils diront plus tard: « Pour 450 000 $, nous avons acquis un club orphelin sans maison propre, sans les joueurs aux capacités remarquable et sans prestige[pas clair] ». Cependant, dès ce jour, le club a à sa tête des propriétaires aux grands moyens avec la volonté de monter une équipe performante. Les Yankees deviendront une équipe dont le prestige sera supérieur à celui que Ruppert et Huston n'avaient osé imaginer.

### L'ère Ruth et Gehrig et le Stade (1923-1935)

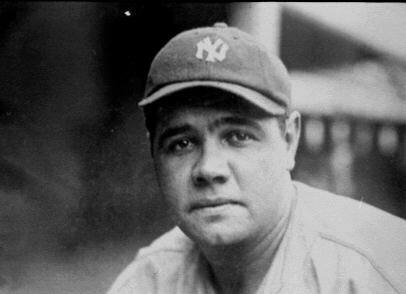
Babe Ruth.

Aux alentours des années 1920, les relations des Yankees avec les Red Sox de Boston et les White Sox de Chicago se détendirent. Ces trois équipes ont alors été appelés les « Insurrectos » en raison de la façon dont leurs actions ont contrarié le président de la ligue Johnson, s’opposant ainsi aux cinq autres équipes de la ligue, qui ont elles été connues comme « Les Cinq loyaux ». Cette détente a bien servi les Yankees car elles ont permis aux deux nouveaux propriétaires de commencer à augmenter la masse salariale. Beaucoup des nouveaux joueurs qui ont contribué au succès de l’équipe sont venus des Red Sox de Boston. Le propriétaire des Red Sox, l’imprésario de théâtre Harry Frazee, avait acheté l’équipe à crédit et a eu besoin de rembourser ses prêts afin de pouvoir acheter le Fenway Park de Fenway Park Trust. Les Red Sox était aussi au plus fort des « Insurrectos » et ont fait face à une grande quantité de combats légaux coûteux.
De 1919 à 1922, les Yankees ont acquis les lanceurs Waite Hoyt, Carl Mays et Herb Pennock, le receveur Wally Schang, l'arrêt-court Everett Scott et le troisième bue Joe Dugan, tous des Red Sox.
Cependant, le lanceur transformé en voltigeur Babe Ruth était le plus doué de tous. Le Babe a accumulé 2 213 points au cours de sa carrière (le classant deuxième dans l’histoire des Ligues majeures), en a totalisé 1 971 en tant que Yankees (le classant deuxième dans l’histoire des Yankees), et était le propriétaire du record de plus de coup de circuit en 1919. Ruth est arrivé à New York en janvier 1920. Frazee a déclaré que la raison de la transaction était la demande de Ruth d'augmentation de salaire bien qu'il ait été le joueur le mieux payé du baseball. Frazee a également souhaité aider les Yankees, qui avaient pris son parti dans les combats légaux contre Ban Johnson. Le comportement de Ruth était considéré comme un problème. Ceci continuerait dans ses années avec les Yankees, mais la direction de New York a été plus tolérante aussi longtemps qu’il a ramené des spectateurs et des championnats à l'équipe.
L'issue de l’échange hantera les Red Sox pour les 84 années suivantes. Ils ne gagneront aucune Série mondiale de 1919 jusqu’à 2004, se trouvant souvent éliminé de la compétition face aux Yankees. L’échec des Red Sox et le succès des Yankees semblait presque surnaturel, c'est pourquoi ce phénomène a été connu comme la malédiction du Bambino et ce transfert en a souvent été désigné comme l'origine.
Un autre nouveau venu important lors de cette période furent le gérant Miller Huggins et le directeur général Ed Barrow. Huggins a été engagé en 1919 par Ruppert pendant que Huston servait en Europe avec l'armée américaine. Cela mènera plus tard à une rupture entre les deux propriétaires et Ruppert racheta les parts d'Huston en 1923. Barrow a rejoint le conseil après la saison 1920, et, comme beaucoup des nouveaux joueurs des Yankees, il avait fait précédemment partie de l’organisation des Red Sox, étant leur gérant depuis 1918. Il servira de directeur général ou de président des Yankees pour les 25 années suivantes, et mérite le crédit pour le succès de l’équipe durant cette période. On se souvient surtout de lui pour son développement du système des filiales des Yankees.
Les exploits de frappeur de circuit de Ruth étaient si populaire que les Yankees ont commencé à attirer plus de public que les propriétaires de leur stade: les Giants. En 1921, quand les Yankees ont fait leur première apparition en Série mondiale, contre les Giants, les Yankees ont été sommés de quitter le Polo Grounds après la saison 1922. Le manager des Giants John McGraw a déclaré que les Yankees devait « déménager dans un endroit à l’écart, comme le Queens ». Mais les Yankees ont préféré construire un nouveau stade de baseball dans le Bronx, juste de l’autre côté de la rivière Harlem, à côté du Polo Grounds. En 1922, les Yankees sont retournés en Série mondiale, perdant une fois encore face aux Giants. Pendant ce temps, l’équipe de construction a travaillé à une vitesse remarquable et a fini le nouveau stade de baseball en moins d’une année.
En 1923, les Yankees ont déménagé dans leurs nouveaux locaux : le Yankee Stadium, entre la 161e Rue Est et River Avenue. Ce site a été choisi parce que la ligne de métro Jerome Avenu (maintenant NYCTA train numéro 4) a une station pratiquement sous les murs extérieurs du stade. C’était le premier stade de baseball à trois balcons et il disposait d'une capacité de 58 000 sièges. Lors de la première rencontre au Yankee Stadium, Babe Ruth a frappé un circuit, qui fit naître la légende disant que c’étaient ses coups de circuits qui alimentaient le paiement du stade, lui donnant le surnom de « La Maison que Ruth a Construite ». Il terminera l’année avec « seulement » 41 circuits, mais il a eu 170 buts sur balles, et a frappé pour .393, la plus haute moyenne au bâton pour un Yankee au Yankee Stadium.
Cette année-là, la première dans leur nouveau stade, les Yankees ont fait face aux Giants pour la troisième année consécutive en séries. Le voltigeur des Giants Casey Stengel, qui était alors appelé « le Vieux Cas », a frappé deux circuits pour gagner deux parties mais les Yankees ont finalement triomphé. Stengel deviendra plus tard un Yankee mais comme gérant.

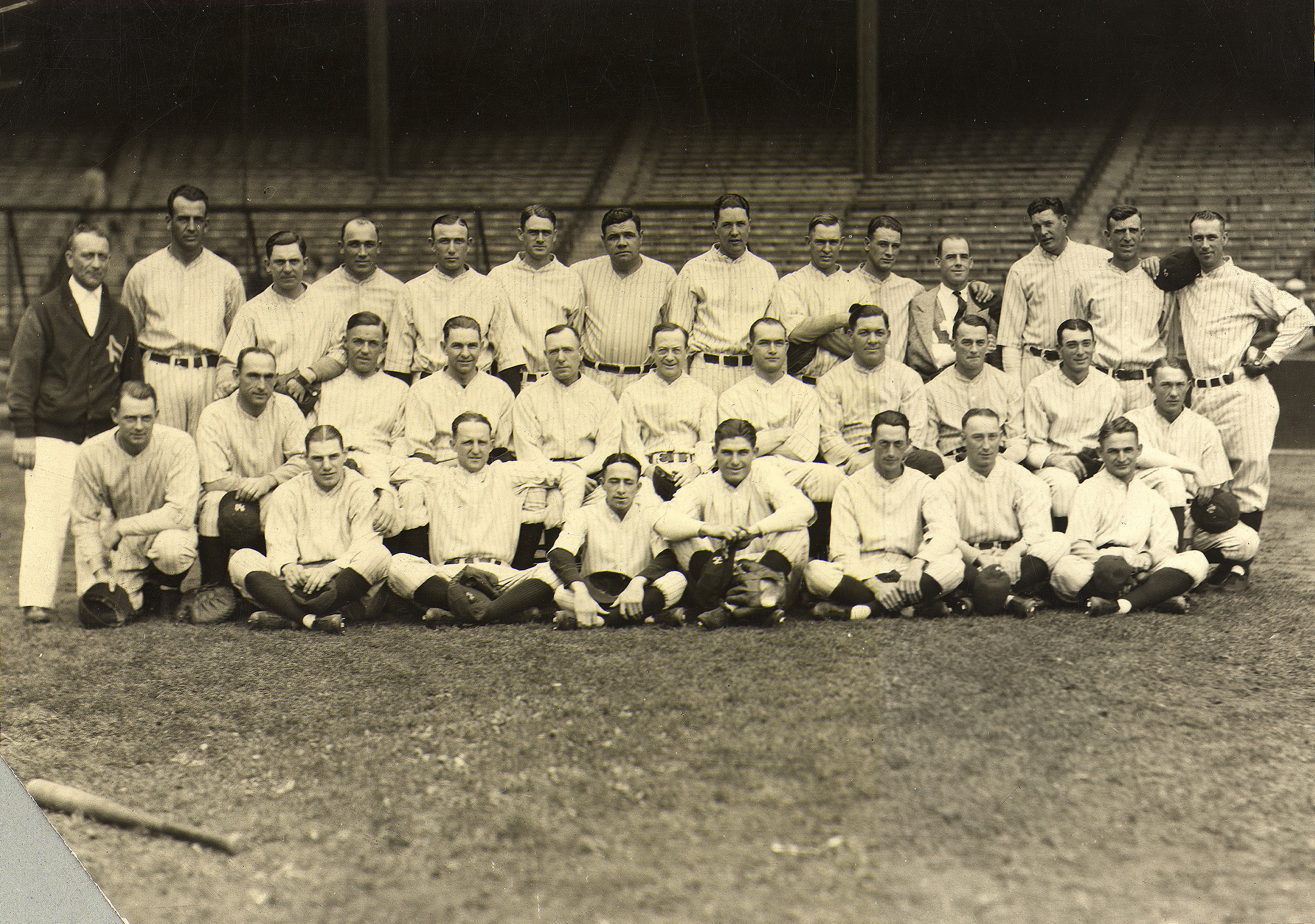
Les Yankees en 1926.

L’alignement des Yankees en 1927 était si puissant qu’ils ont été connus comme « le Rang des Meurtriers » (Murderer’s Row) et quelques-uns considèrent l’équipe comme étant la meilleure dans l’histoire du baseball (bien que des réclamations similaires ont été faites pour d'autres escouades Yankee, notamment celles de 1939, 1961 et 1998). Les Yankees ont eu un résultat de 110 victoires pour seulement 44 défaites, et ont balayé les Pirates de Pittsburgh dans les Séries mondiales de 1927. Ruth a frappé un total de 60 circuits en 1927 et a établi un record de circuit en une saison qui restera pendant 34 ans. Il a aussi frappé pour .356 et fait produire 164 points. Pendant ce temps, le premier but Lou Gehrig durant sa première grande saison, frappa pour .373 avec 47 triples et 175 points produits, battant la marque de points produits en une saison de Ruth (171 en 1921).
Ruth frappant troisième dans l’ordre, et Gehrig devant deux autres cogneurs : Bob « The Rifle » Meusel qui a joué à chaque position de voltigeur extérieur, et Tony Lazzeri, qui jouait au deuxième but. Lazzeri a été classé troisième de la ligue pour les circuits en 1927, avec 18, et il a frappé pour .309 avec 102 points produits. Meusel a frappé pour .337 et 103 points produits. La vitesse était une autre arme utilisée par ces deux joueurs : Lazzeri a volé 22 buts pendant que Meusel était deuxième dans la ligue avec 24. Ces nombres étaient tous dû, partiellement, au champ centre et le meneur Earle Combs. Il a frappé pour .356, une présence sur les sentiers de .414, et a mené la Ligue américaine avec 231 coups sur cette saison-là (un record d’équipe qui a tenu jusqu’à ce que Don Mattingly en frappe 238 en 1986). La moyenne au bâton générale de l’équipe en 1927 était de .307.
Les Yankees ont réédité leur victoire de 1927 en devenant champions de la Ligue américaine en 1928, repoussant les renaissants Athletics de Philadelphie. Ils vont ensuite balayer les Cardinals de Saint-Louis dans la Série mondiale de 1928. Ruth a frappé pour 10 coups sûrs en 16 apparitions au bâton, avec une moyenne de .625, un nouveau record pour une série. Trois de ses coups surs furent des circuits. Pendant ce temps, Gehrig y est allé de 6 en 11 (.545), marquant quatre fois.
Au cours de trois années suivantes, les Athletics ont remporté le championnat de la Ligue américaine et deux Séries mondiales. En 1932, Joe McCarthy est arrivé comme gérant, restaurant les Yankees au sommet de la Ligue américaine. Ils ont rencontré les Cubs de Chicago dans la Série mondiale de 1932, les balayant et commençant une nouvelle séquence record de douze victoires consécutives (un record qui tiendra jusqu’à ce qu'ils la battent eux-mêmes en 2000). Cette série a été célèbre en raison du célèbre « Called Shot » de Babe Ruth dans la troisième partie au Wrigley Field. Ceci serait le prélude au « chant du cygne » de sa carrière car, après de superbes saisons, Ruth partira des Yankees, allant aux Boston Braves de la Ligue nationale, en 1934, et ne connaîtra plus jamais les séries mondiales.

### L'ère DiMaggio (1936-1951)
Les années 1930 pourrait aussi être appelées « l’ère de McCarthy » pour les Yankees qui eurent alors Joe McCarthy (aucune relation avec le Sénateur du même nom) comme leader leur permettant d'atteindre de nouvelles hauteurs. Avec le départ de Ruth en 1934, Gehrig pourra finalement sortir de son ombre. Cependant, il n’y aura pas d’ère Gehrig. Après une saison comme principale force des Yankees, un nouveau titan est apparu: Joe DiMaggio. Le jeune champ centre de San Francisco a eu un impact immédiat, frappant pour .323, 29 circuits et produisant 125 points lors de sa première saison en 1936.
L’équipe entama alors une série sans précédent avec la conquête de quatre séries mondiales consécutives entre 1936 et 1939 derrière les bâtons de DiMaggio, Gehrig et Frank Crosetti. Ils ont été aidés par le personnel de lanceur, mené par Red Ruffing et Lefty Gomez, et l’équipe entière a été ancrée par le receveur Bill Dickey. Pendant une grande partie de l'année 1939, ils ont dû jouer sans Gehrig, atteint d’une maladie qui l’a forcé à la retraite et a attristé le monde du baseball.
Pendant cette séquence, les Tigers de Détroit était les principaux concurrents des Yankees en ligue américaine. Durant le 2e match des séries de 1936, les Yankees ont écrasé les Giants 18-4, créant un record pour le plus grand nombre de points marqués en Série mondiales, un record qui tient toujours aujourd’hui. Ils ont battu les Giants 4 à 2 dans cette Série, et les battirent encore 4 à 1 l’année suivante. Ils ont balayé les Cubs de Chicago en 1938 et les Reds de Cincinnati en 1939.
Après une saison d’été de 1941, une année souvent célébrée qui est souvent décrite comme la dernière année de « l’âge d’or » avant la Seconde Guerre mondiale. Ted Williams des Red Sox était dans la chasse pour l’insaisissable moyenne au bâton de 400, qu’il a atteint le dernier jour de la saison. Pendant ce temps, DiMaggio, qui avait obtenu une séquence de 61 parties consécutives avec les Seals de San Francisco, a commencé une séquence le 15 mai qui s’est étalé sur 56 parties.
La dernière partie de la séquence est venue le 16 juillet au League Park de Cleveland. La séquence a finalement été arrêtée au Cleveland Stadium la nuit suivante devant une foule énorme. Un facteur crucial a terminé la séquence quand le joueur de troisième but Ken Keltner, qui a arrêté deux balles que DiMaggio avait frappé vraiment dur à la gauche.
Les historiens modernes du baseball considèrent comme peu probable que quelqu’un frappe encore pour .400, à la suite du changement dans la façon dont le jeu est joué, et que ce sera extrêmement difficile de s’approcher de la séquence de 56 parties de DiMaggio, qui est très loin devant la deuxième meilleure (44).
Les Yankees n’ont fait qu’une bouchée des Dodgers de Brooklyn dans les Séries de 1941. Puis, deux mois et un jour après le jeu final des Yankees, les assauts contre Pearl Harbor ont eu lieu, et une grande partie des meilleurs joueurs de baseball ont été envoyés au front. Bien que leurs rangs aient été très affaiblis par la guerre, les Yankees ont tout de même réussi à se hisser en Série, et l’équipe a partagé le titre de champions des séries mondiales avec les Cardinals de Saint-Louis en 1942 et 1943.
Après 1943, l’équipe est entrée dans une moins bonne phase, et McCarthy a été renvoyé au début de la saison 1946. Après plusieurs gérants provisoires venus et partis rapidement, Bucky Harris est arrivé, et a ramené les Yankees au sommet du championnat en 1947 et a fait une bonne série contre les Dodgers qui a vu les Yankees l'emporter en sept parties, et était un présage des choses à venir pour une bonne partie de la décennie suivante.
Bien qu’ils aient terminé seulement trois parties derrière les champions, les Indians de Cleveland, en 1948, Harris a été remercié et les Yankees ont fait venir Casey Stengel pour gérer l'équipe. Casey avait une réputation de clown et de gérer de mauvaises équipes, comme les Braves de Boston dans le milieu des années 1930. Naturellement, si cette nomination a été reçue avec scepticisme, celle-ci, cependant, se révélerait être la plus réussie dans l’histoire des Yankees jusque-là. L’équipe des Yankees de 1949 ont été vus comme les « opprimés » qui sont venus de derrière pour attraper et étonner les puissants Red Sox lors des deux dernières parties de la saison, une série qui a alimenté le commencement de la rivalité Red Sox-Yankees. L’après-saison s’est révélée plus facile, quand les Yankees ont fait tomber les Dodgers quatre parties à une.
À cette époque, la grande carrière de DiMaggio déclinait. Il a souvent été rapporté qu’il a voulu prendre sa retraite avant qu’il ne devienne un joueur « ordinaire ». Sa retraite a été hâtée par ses blessures au dos de son talon. 1951 a reçu le nom de « Yankee Clipper » à la suite de cette retraite. Cependant, il a marqué aussi l’arrivée du « Gosse d’Oklahoma », Mickey Mantle, qui a été une des nouvelles étoiles qui rempliraient le vide créé par ce départ.

### L'escouade de Stengel dans les années 1950 (1951-1959)
Améliorant les clubs de l’ère de McCarthy, l’équipe a gagné le championnat des Séries mondiales cinq fois consécutives (1949-1953) sous Stengel, qui constitue toujours un record des ligues majeures. Mené par les joueurs aimé du champ centre Mickey Mantle, du lanceur Whitey Ford et du receveur Yogi Berra, les équipes de Stengel ont gagné 10 championnats et sept titres des Séries mondiales en douze saisons en tant que gérant des Yankees. Casey Stengel était aussi maitre de la publicité de l’équipe, et a même fait la couverture de la revue Time en 1955.
Les années 1950 étaient aussi une décennie d’accomplissement individuel significatif pour les joueurs des Yankees. Par exemple, en 1956, Mantle a gagné la triple couronne des ligues majeures, menant les deux ligues pour la moyenne au bâton (.353), des circuits (52) et de points produits (130).
Ils ont gagné plus de 100 parties en 1954. mais les Indians ont pris le championnat de la Ligue américaine avec 111 victoires. En 1955, les Dodgers ont finalement battu les Yankees dans les Séries mondiales, après cinq défaites de séries face aux Yankees en 1941, 1947, 1949, 1952 et 1953. Mais les Yankees sont revenus plus fort l’année suivante. Le 8 octobre 1956, dans la cinquième partie de 1956 contre les Dodgers, le lanceur Don Larsen a lancé le seul match parfait dans l’histoire des Séries mondiales. Il est non seulement le seul lanceur à avoir lancé un match parfait dans les Séries mondiales mais aussi un match sans point ni coup sûr. Les Yankees sont pourtant allés remporter une autre Série mondiale, et Larsen a gagné les honeurs du MVP des Séries mondiales.
Les joueurs des Yankees ont aussi dominé la récompense du MVP de la Ligue américaine, qui l’ont remporté six fois dans la décennie (1950 Rizzuto, 1951 Berra, 1954 Berra, 1955 Berra, 1956 Mantle, 1957 Mantle). Le lanceur Bob Turley a aussi remporté le Cy Young en 1958, l’honneur qui existe depuis trois ans.
Les Yankees ont perdu la Série mondiale de 1957 face aux Braves de Milwaukee. Suivant les séries, les Giants de New York et les Dodgers de Brooklyn ont quitté la ville de New York pour la Californie, laissant les Yankees comme la seule équipe de New York. Durant la Série mondiale de 1958, les Yankees ont obtenu leur revanche contre les Braves et sont devenus la deuxième équipe à gagner une série après qu’il perdait la série 3 à 1.
Pour la décennie, les Yankees ont gagné six championnat des Séries mondiales (en 1950, 1951, 1952, 1953, 1956 et 1958) et huit championnat de la Ligue américaine (en 1955 et 1957). Mené par Mantle, Ford, Berra, Elston Howard (le premier joueur des Yankees afro-américain) et Roger Maris, récemment acquis, les Yankees éclatent dans la nouvelle décennie cherchant à copier le succès remarquable des années 1950.

### Les garçons M&M (1960-1964)
Pendant la possession de Arnold Johnson, les Athletics de Kansas City ont échangé plusieurs jeunes joueurs aux Yankees pour de l’argent et des vétérans vieillissants (un peu de la même façon que les Red Sox avaient fait sous Frazee). Quand ils ont acheté les Athletics de Philadelphie de la famille de Connie Mack en 1954, il était déjà le propriétaire du Yankee Stadium, mais les propriétaires de la Ligue américaines l’ont forcé à vendre le Stade comme une condition pour l’achat. Il était aussi un associé d’affaires depuis longtemps des propriétaires des Yankees Del Webb et Dan Topping.
Ceci a amélioré significativement les perspectives futures des Yankees. En décembre 1959, un jeune joueur nommé Roger Maris a été acquis pas une échange, et il ira faire de grandes choses à New York.
Beaucoup de fans, et même d’autres équipes, ont accusé fréquemment les As d’être opéré comme une équipe ferme des Yankees. Cependant, en décembre 1960, l’exécutif de l’assurance de Chicago Charles O.Finley achète les As de la propriété de Johnson qui était décédé en mars. Une fois qu’il l’a fait, il a terminé tout de suite « la relation spéciale » de son équipe avec les Yankees, coupant leur provision facile de joueurs prometteurs. Ce développement pourrait avoir marqué le commencement de la fin pour cette dynastie des Yankees.
En 1960, Maris a mené la ligue pour le pourcentage de puissance, les points produits, et les coups de plus d’un but. Il a fini deuxième pour les circuits (un derrière Mantle), les total de buts, et il a gagné un gant d’or et le titre du MVP de la ligue américaine. Ceci, cependant, était un prélude pour l’année qui suivrait.
L’année 1961 a été une des plus mouvementé des années mémorables dans l’histoire des Yankees. Tout au long de l’été, Mantle et Maris frappait des circuits au rythme record à la chasse au record de Babe Ruth qui était de 60, la presse et les fans ont commencé à nommer le duo les « M&M Boys ». Finalement, une infection sévère aux hanches a forcé Mantle de laisser l’alignement et de laisser tomber la course à la mi-septembre terminant la saison avec 54 circuits.
Le 1er octobre, le dernier jour de la saison, Maris a envoyé le tir de Tracy Stallard de Boston dans la bonne position du champ droit du Yankee Stadium, battant le record avec 61. Cependant, le Commissaire Ford Frick a décrété que les deux records sont gardés, puisque le record de Ruth a eu lieu en 154 parties, et le succès de Marris en 162 parties. Ce sera 30 années avant qu’un comité de huit membres du baseball majeur a données le seul record à Marris jusqu’à ce qu’il soit battu par Mark McGwire le 8 septembre 1998. Marris détient toujours le record de la ligue américaine.
Les Yankees ont gagné le championnat avec une fiche de 109 - 53 et sont allés battre les Reds de Cincinnati en cinq parties pour gagner la série mondiale de 1961. Le total de 109 victoires par le club de 61 est le troisième plus haut totale dans l’historie de la franchise, derrière les 114 victoires de 1998 et des 110 victoires de 1927. Les Yankees de 1961 ont réussi un record des majeurs pour les coups de circuit par une équipe avec 240, un total qui n’a été surpassé qu’en 1996 par les Orioles de Baltimore qui en frappait 257 à l’aide d’un frappeur désigné. Maris a gagné son deuxième trophée du MVP consécutif pendant que Whitey Ford a remporté le Cy Young.
À cause de l’excellence de Maris, Mantle, et le gagnant du MVP des Séries Mondiales, Ford, un personnel de lanceur efficace, une défense d’équipe stellaire, la profondeur de l’équipe forte et le pourvoir, et sa prédominance générale, les Yankees 1961 sont considérés comme une des plus grandes équipes dans l’histoire du baseball, souvent comparé à leurs frères de 1927, de 1939 et de 1938.
En 1962, les Yankees ont un nouveau rival dans leur ville avec la nouvelle équipe d’expansion de la Ligue nationale, les Mets de New York. Cette année-là, les Mets ont perdu un total record de 120 parties pendant que les Yankees gagnait la Série Mondiale de 1962, leur dixième dans les seize dernières années, battant les Giants de San Francisco en sept parties.
Les Yankees atteindront encore une fois la Classique du printemps en 1963, mais ils seront balayés en quatre parties par les Dodgers de Los Angeles. Derrière le MVP des Séries Mondiales Sandy Koufax, Don Drysdale et JOhny Podres, la rotation des partants des Dodgers a lancé quatre parties complètes et n’ont accordé que quatre points. C’était la première fois que les Yankees étaient balayés dans une Série mondiale.
La sensation brûle après la saison, Houk quitte sa chaise de gérant pour devenir le directeur général de l’équipe et Berra, qui vient juste de prendre sa retraite comme joueur, est nommé le nouveau gérant des Yankees.
Les Yankees vieillissants sont revenus pour une cinquième série mondiale consécutive en 1964 – leur quatorzième apparition ce dans les 16 dernières années – pour faire face aux Cardinals de Saint-Louis dans une série immortalisé par le livre de David Halberstam, October 1964. Malgré une performance courageuse de Mantle, y compris un circuit à l’intérieur du terrain en début de neuvième manche lors de la troisième partie face au releveur des Cardinals Barney Schultz, les Yankees sont tombés aux mains des Cardinals en sept parties, et Bérard a été renvoyé. C’était la dernière apparition des Yankees aux Séries mondiales pendant les 12 prochaines années.

### Nouvelle possession et déclin (1964-1971)
Après la saison 1964, CBS a acheté 80 pour cent des Yankees de Topping et Webb pour 11.2 millions de dollars. Des farceurs du temps se sont demandé si Walter Cronkite deviendrait le gérant, et peut-être que Yogi Berra fera les informations. Topping et Webb possédait les Yankees depuis 20 ans, manquant les Séries mondiales seulement cinq fois, et une fiche de 10-5 en Séries Mondiales.
Par le contraste, les équipes que CBS ont possédé ne sont jamais allés en Séries mondiales, et dans la première année de la nouvelle possession en 1965, les Yankees ont fini deuxième pour la première fois en 40 ans; l’introduction du repêchage amateur en 1965 a aussi signifié que les Yankees de pouvait plus signé n’importe quel joueurs qu’ils voulait. Webb a vendu son 10 pour cent cette année-là.
En 1966, l’équipe a fini dernière dans la ligue américaine pour la première fois depuis 1912. Johnny Keane, le gérant gagnant des Cards en 1964 qui a joint les Yankees en 1965, a été renvoyé pendant la saison et le directeur général Ralph Houk a doublé son devoir comme gérant jusqu’à la fin de l’année. Topping, qui était resté comme propriétaire à 10 % et le président de l’équipe, a vendu ses dernières actions à CBS à la fin de la saison qui ont nommé Michael Burke comme président.
Les Yankees ont fini avant-derniers l’année suivante, en 1967, pendant que l’ancien directeur des clubs-écoles Lee MacPhail est revenu dans l’organisation en tant que directeur général, remplaçant Houk. Bien que les fortunes de l’équipe se soient améliorées un peu, ils ne deviendront pas de concurrents sérieux encore jusqu’en 1974.
Diverses raisons ont été données pour le décline, mais le seul et plus grand était que les Yankees était dans l’incapacité de remplacer leur super vedettes vieillissantes avec des nouvelles, comme ils l’avaient fait régulièrement dans les cinq décennies précédente. Les « relations spéciales » des Yankees avec les Athletics pourrait avoir été une façon pour masquer ce problème. À la mi-décennie 60, les Yankees ont pu s’offrit quelques échanges, et Charles Finley avait pris les Athletics dans une nouvelle directions. Quelques-uns ont suggéré que les Yankees ont payé le prix pour amener les joueurs noirs dans l’organisation plutôt que dans d’autre équipe, bien que cette théorie soit controversée.
Aussi pendant les années 60, les Yankees ont perdu deux de ses animateurs. L’équipe a viré Mel Allen après la saison 1964, pour des raisons que le club n’a pas encore expliqué aujourd’hui. Deux années plus tard, Red Barber – l’ancienne voix des Dodgers qui a joint l’équipe des Yankees en 1954 – a lui aussi été viré. Quelques-uns blâme Barber d’avoir mentionné en onde une assistance de 413 spectateurs à une partie à domicile de 1966 contre les White Sox.

### Steinbrenner, Martin, Jackson et le Zoo du Bronx (1973-1981)
Un groupe d’investisseurs, menés par le constructeur naval de Cleveland George Steinbrenner, a acheté le club de CBS pour 8,7 millions le 3 janvier 1973. Mike Burke est resté comme le président jusqu’en avril, quand il a quitté. En une année, Steinbrenner a désintéressé la plupart de ses autres partenaires et est devenu le principal propriétaire de l’équipe, bien que Burke a continué à détenir une action minoritaire du club dans les années 1980.
Steinbrenner était responsable pendant la restauration du Yankee Stadium (préparé par Burke et le maire de New York John Lindsay), qui a été exécuté sur une période de deux ans (1974-75) pendant lesquels les Yankees ont joué leurs parties au domicile des Mets, le Shea Stadium à Flushing, Queens. Après la saison 1974, Steinbrenner a fait un mouvement qui a débuté l’ère moderne des joueurs autonomes en signant le lanceur vedette Jim « Catfich » Hunter d’Oakland.
À mi-chemin pendant la saison 1975, Steinbrenner a engagé l’ancien deuxième but Billy Martin comme gérant, et pendant les 13 années suivantes il l’a renvoyé et réengagé plusieurs fois. Avec Martin à la barre, les Yankees ont atteint la série mondiale en 1976, mais ont été balayés par les Reds de Cincinnati.
Steinbrenner a continue ses achats d’agents libres surévalués, en signant le voltigeur étoile Reggie Jackson, qui avait été échangé des Athletics aux Orioles de Baltimore au début de la saison, pour un salaire record de 600 000 $ par an. Steinbrenner, Martin et Jackson se sont enguirlandés à maintes reprises à propos du contrat de cinq saisons de Jackson. Néanmoins, dans la sixième partie des Séries mondiales de 1977, Jackson a prouvé sa valeur en frappant trois coups de circuits sur trois hauteurs différentes contre trois lanceurs des Dodgers différents pour donner les séries aux Yankees, se gagnant le surnom de « Mr. October (Monsieur Octobre) ».
Plus tard vers la fin des années 1970, la course pour les championnats s’est souvent terminée entre les Yankees et les Red Sox, et pour les fans des deux clubs, chaque partie entre les deux devenaient importantes et apportaient une rivalité qui était souvent amère et impitoyable, avec les bagarres explosant fréquemment entre les joueurs et les fans des deux clubs.
La rivalité Yankees-Red Sox a abouti pendant la saison 1978. Le 14 juillet 1978, les Yankees étaient à 14,5 parties derrière les Red Sox. Les Yankees sont revenus de l’arrière, et ils se sont rencontrés dans une série cruciale de quatre parties au Fenway au début septembre. Les Yankees étaient à seulement à quatre parties derrière eux. Dans ce qui deviendra connu sous le nom du « Massacre de Boston », les Yankees ont balayé les Red Sox, gagnant les parties, 15-3, 13-2, 7-0 et 7-4. Le troisième match était un blanchissage par Ron Guidry, qui prenait les commandes de la ligue avec neuf blanchissages, gagnant 25 parties (contre seulement trois défaites) et une moyenne de points mérités de 1.74. Guidry a fini aussi avec 246 retraits au bâton, mais Nolan Ryan avec ses 260 retraits au bâton a privé Guidry de remporter la Triple couronne.
Lors des derniers jours de la saison, les deux clubs ont fini la saison régulière par un match nul pour le premier rang dans la division Est de l’American League. Une partie (la 163e) entre les deux équipes a été tenue pour décider qui passerait à la course pour le championnat, et la partie a été tenue au Fenway Park de Boston. Avec Guidry contre un ancien Yankee Mike Torrez, . Les Red Sox ont pris les devants 2 à 0 dès le début. Dans la septième manche, les Yankees ont planté un pieux dans le cœur des fans des rivaux quand Bucky Dent a fait produire trois points avec un circuit par-dessus « le monstre Vert », donnant les devants aux Yankees 3 à 2. Le circuit solo de Reggie Jackson à la manche suivant scella le final 5 à 4 pour les Yankees qui gagnent la saison et leur troisième titre dans la division Est d’affilée; ça aussi donné la 25e victoire de Guidry. (L’issue de cette partie a éliminé les Red Sox, étant un des moments émotifs de l’histoire de l’équipe qui a fait croire aux partisans des Red Sox qui se croyaient sous le coup d’une malédiction des Yankees).
Après avoir battu les Royals de Kansas City pour la troisième année consécutive dans les séries de championnat de la ligue américaine, les Yankees ont fait face aux Dogers pour la Série mondiale de 1978. Ils ont perdu leurs deux premières parties sur la route, mais sont rentrés gagner leurs trois matchs aux Yankee Stadium avant de s’envoler vers leur 22e championnat de la Série mondiale dans la partie six à Los Angeles. Après avoir battu les Royals de Kansas City pour la troisième année consécutive dans le ALCS, les Yankees ont fait face aux Roublards encore dans le Championnat du monde 1978. Ils ont perdu la première des deux parties sur la route, mais sont rentrés gagner alors les trois parties au Stade Yankee avant de gagner leur 22e série mondiale lors de la sixième partie à Los Angeles.
Les années 1970 se terminent sur une note tragique; le 2 août 1979, le receveur des Yankees et capitaine de l’équipe Thurman Munson est tué dans un accident d’avion. Quatre jours plus tard, l’équipe entière s’envole à ses funérailles à Canton, Ohio, pour retourner jouer le même jour à New York contre les Orioles de Baltimore. Dace cette partie qui a été télévisée sur le réseau national, le concours émotif a été souligné par Bobby Murcer qui a fait produire les cinq points de l’équipe dans une victoire suspense de 5 à 4. L’uniforme de Munson (15) a été retiré, et son casier n’a pas été utilisé depuis sa mort.

### L'ère Mattingly (1982-1995)
Suivant la perte de l’équipe en séries mondiales de 1981, les Yankees entraient dans leur plus longue absence des séries depuis 1921. De 1989 à 1992, ils ont enregistré des fiches perdantes, bien qu'ayant dépensé de grandes quantités d’argent sur le marché des joueurs autonomes et le repêchage n’a pas donné les résultats escomptés.
Pendant les années 80, les Yankees, menés par leur premier but étoile Don Mattingly, ont accumulé le plus grand nombre de victoires parmi les équipes des ligues majeurs, mais n’ont pas réussi à gagner une seule série mondiale (la première décennie depuis 1910). Les Yankees ont eu des équipes offensives puissantes – outre Mattingly, ses alignements incluent, à un moment ou un autre, Dave Winfield, Rickey Henderson, Mike Pagliarulo, Steve Sax et Jesse Barfield, mais leur rotation partante n’a jamais égalé les performances de l’équipe à la plaque. Après avoir affiché une fiche de 22-6 en 1985, les problèmes de bras ont rattrapé Ron Guidry, sa carrière entrant dans un déclin les trois années suivantes. Dennis Rasmussen, qui a gagné 18 parties l’année suivante, n’a jamais égalé sa prestation de 1986. Rick Rhoden, acquis des Pirates de Pittsburgh en 1987, a gagné 16 victoires cette année-là mais n'a obtenu qu'une fiche de 14-14 en 1988.
Les Yankees sont venus près de gagner le championnat de la division Est en 1985 et 1986, terminant deuxième derrière les Blue Jays de Toronto et les Red Sox de Boston, respectivement, mais sont tombés quatrième en 1987 et cinquième en 1988, bien qu’ils aient été en avance en milieu de saison à chaque fois. 1988 sera la dernière saison gagnante jusqu’en 1993.
Jusqu'à la fin de la décennie, l’attaque des Yankees était aussi sur le déclin. Henderson et Pagliarulo sont partis au milieu de 1989, pendant que des problèmes de dos eurent rattrapé Winfield (manquant la saison 1989 entièrement) et Mattingly (il a pratiquement manqué la deuxième moitié de 1990). La tenue de Winfield avec l’équipe s’est terminée lorsqu'il a été échangé aux Angels de la Californie en mai 1990. Cette année-là, les Yankees obtinrent la pire fiche des Ligues majeures, et leur première dernière place depuis 1966. Les Bombardiers finiront dans les bas-fonds de leur division jusqu’en 1993. En 1990, le lanceur Andy Hawkins est devenu le premier Yankees à perdre un match sans coup sur, quand le troisième but (Mike Blowers) a commis une erreur, suivie par deux buts sur balles et une erreur par le voltigeur gauche (Jim Leyritz) avec les buts remplis, résultant en trois points et le frappeur. La défaite de 4 à 0 contre les White Sox fut la plus grande marge de n’importe quelle défaite d'une équipe n'accordant aucun coup sur au vingtième siècle. Ironiquement, les Yankees (et Hawkins) étaient encore impliqués dans un match sans coup sur en 6 manches dans un match raccourci par la pluie avec les White Sox onze jours plus tard.
Mattingly a eu la distinction malheureuse de commencer sa carrière (1982) et de terminer sa carrière (1995) dans la parenthèse qui a vu les Yankees exclus des séries mondiales (1981-1996).

### Joe Torre et la nouvelle dynastie (1996-2000)
Les pauvres résultats dans les années 1980 et au début des années 1990 commençait à changer quand la direction pouvait appliquer un programme d’acquisition et de développement cohérent sans l’intervention de Steinbrenner, qui avait été suspendu des opérations d’équipe par le commissaire Fay Vincent pour engager Howard Spira pour découvrir des informations endommageant sur l’ancien voltigeur des Yankees Dave Winfield. Sous les directeurs généraux Gene Michael et Bob Watson et le gérant Buck Showalker, le club a changé son accent de l’achat de talents en voie de développement par son système de club école. Le premier signe significatif du succès est arrivé en 1994, quand les Yankees ont eu la meilleure fiche de l’Américaine avant que la saison soit écourtée en raison d’une grève de joueurs. Une année plus tard, l’équipe a atteint les matchs décisifs en tant que meilleur deuxième et a seulement été éliminée dans une série de division mémorable de 1995 contre les Mariners de Seattle où les Yankees ont gagné leurs deux premiers matchs à domicile et ont perdu leurs trois derniers à Seattle.
La secousse augmente, Steinbrenner a remplacé Showalter et son personnel par le gérant Joe Torre, qui a amené avec lui Don Zimmer sur le ban et l’ancien lanceur vedette des Yankees Mel Stottlemyre comme entraîneur des lanceurs. La tenue directoriale de Torre est maintenant de beaucoup le plus beau coup de George Steinbrenner. Un des entraîneurs de Showalter, l’ancien deuxième but populaire des Yankees Willie Randolf, a été retenu par Torre comme instructeur au troisième but. Ridiculisé au début comme un choix de pneu réchappé (« Clueless Jœ » a couru les gros titre du New York Post), la manière de Torre s’est révélée ce que l’équipe avait de besoin. Avec une fiche de 8-0 en trois séries à l’étranger, les Yankees ont gagné la Série mondiale en 1996, battant les Braves d’Atlanta en 6 parties (après avoir perdu les deux premières parties à domicile par un score combiné de 16 - 1), et terminant leur sécheresse de championnat de 18 années. Le natif du Bronx, l’arrêt court Derek Jeter a été nommé la recrue de l’année, un début favorable à son association avec les Yankees.
Après leur première série mondiale gagnée depuis 1978, les Yankees ont signé les lanceurs gauchers David Wells et Mike Stanton pour améliorer le personnel de lanceurs. Ils ont aussi permis au stoppeur (et MVP des séries), John Wetteland de devenir joueur autonome, et nommé le releveur Mariano Rivera comme le nouveau stoppeur.
Le directeur général Bob Watson a été congédié quand les Yankees ont perdu dans la série de division de la ligue américaine contre les Indians de Cleveland. Il a été remplacé par Brian Cashman, un ancien stagiaire des Yankees. Cashman a fait beaucoup d’acquisitions clés pour améliorer l’équipe, par les acquisitions du troisième but Scott Brosius, le deuxième but et premier frappeur Chuck Knoblauch, le voltigeur Darryl Strawberry ainsi que le partant Orlando « El Duque » Hernandez.
Le 17 mai 1998, David Wells, qui déclara plus tard avoir la gueule de bois ce jour-là, a lancé un match parfait contre les Twins du Minnesota. Une année plus tard, le 18 juillet 1999, qui était « Le jour de Yogi Berra » au Stade, David Cone a lancé un match parfait contre les Expos de Montréal. Dans une coïncidence Stupéfiante, Don Larsen, qui a lancé un match parfait en séries mondiales de 1956, assistait et avait lancé le lancer protocolaire à la cérémonie de Berra. Une coïncidence encore plus stupéfiante est que Larsen et Wells ont été à la même école secondaire, le Point Loma High School à San Diego, Californie.
Les Yankees de 1998 sont largement reconnus pour être une des plus grandes équipes dans l’historie du baseball, ayant compilé un dossier de 114 victoires contre 48 défaites en route pour balayer les Padres de San Diego en Séries. Les Yankees de 1998 ont une fiche de 11-2 pendant les séries et ont fini avec un dossier combiné de 125-50. Leurs 125 victoires est un record des ligues majeures, bien que leur fiche en saison régulière a été surpassée en 2001 par les Mariners de Seattle, qui ont une fiche de 116-46 avant de perdre en série de championnat contre les Yankees.
Après la saison 1998, le favori de la foule David Wells a été échangé aux Blues Jays de Toronto pour Roger Clemens, qui avaient remporté deux Cy Young consécutif et la triple couronne. Après avoir gagné dans la division Est et défait les Rangers du Texas pour la troisième fois dans les séries de division de la ligue américaine en 1999, les Yankees ont rencontré leurs rivaux de toujours, les Red Sox de Boston, dans la ronde suivante. Clement, un ancien lanceur des Red Sox, a commencé la troisième partie des séries de championnat contre les Sox qui ont explosé contre lui 13 à 1 dans un duel contre Pedro Martinez, le vainqueur du Cy Young et de la triple couronne. Cependant, ce fut la seule partie que les Red Sox ont gagné, quand les Yankees ont gagné les Séries de championnat de la ligue américaine quatre parties à une, et sont allés balayer les Braves d’Atlanta dans les séries mondiales de 1999, avec Clemens gagnant le match décisif numéro 4 dans le Bronx. Ceci a donné une fiche de 22-3 en séries 1998-1999 (y compris quatre balayages en série) dans six séries consécutives.
En 2000, les Yankees ont rencontré avec leurs rivaux de New York pour la première série du métro depuis les séries mondiales de 1956. Pour en arriver là, ils ont battu les Athletics d’Oakland dans les séries de divisions ainsi que les Mariners de Seattle dans les séries de championnat. En gagnant la première partie de la série, les Yankees ont gagné un total de quatorze parties consécutives des séries mondiales de 1996 à 2000, brisant leur propre record de douze (en 1927, 1928 et 1932). Quand les Mets ont marqué un point contre Mariano Rivera, ils ont brisé sa séquence de série de 34,3 manches consécutives sans accorder de points. Avant la performance de Rivera, le record avait été tenu par Whitey Ford, qui avait battu le record de Babe Ruth.

### LeXXIesiècle

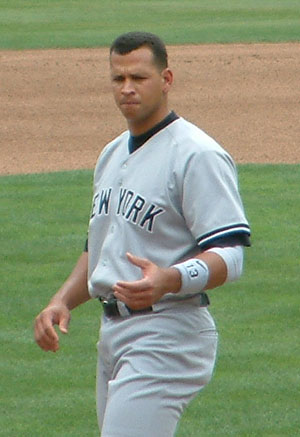
Alex Rodriguez

Pendant les temps émotifs d’octobre 2001, suivant les attaques sur New York le 11 septembre, les Yankees ont battu les A’s d’Oakland trois parties à deux dans les séries de divisions, et alors que les Mariners de Seattle, qui avaient gagné 116 parties, quatre parties à une dans les séries de championnats. En gagnant le championnat de la ligue américaine pour une quatrième année de suite, les Yankees de 1998-2001 ont rejoint les Giants de New York de 1921-1924 et les équipes des Yankees de 1936 à 1939, de 1949 à 1953, de 1955-1958 et de 1960 à 1964 comme les seules dynasties pour atteindre au moins quatre championnat consécutifs. Les Yankees ont maintenant remporté leurs onze dernières séries.
Cependant, les partants des Diamondbacks de l'Arizona dans les séries mondiales, Randy Johnson et Curt Schilling (qui ont été nommés le co-MVP des Séries mondiales) les ont gardés, les mettant en échec lors de la partie un, deux, quater, six et sept; les Diamondbacks ont tous gagné leurs quatre parties à domicile, incluant la septième partie quand le releveur Mariano Rivera perdu l’avance- et la série – en fin de neuvième manche.
Après la saison 2001, les favoris de la foule Paul O’Neill et Scott Brosius ont pris leur retraite. Tino Martinez et Chuck Knoblauch sont devenus joueurs autonomes. Les Yankees ont dû reconstruire; ils ont eu besoin de reconstruire l’offense qui a été limité par le duo Johnson-Schilling dans les séries mondiales de 2001. Ils ont fait signer le cogneur Jason Giambi et le voltigeur Rondell White, de même qu’ils ont échangé David Justice aux Mets pour le troisième but Robin Ventura. L’équipe a rapporté le retour du lanceur partant David Wells pour soutenir le personnel des lanceurs. Les Yankees ont fini la saison 2002 avec le meilleur dossier de la ligue américaine de 103-58, gagnant le championnat de la division par 10,5 parties devant les Red Sox. La saison a été soulignée par Alfonso Soriano qui est devenu le premier deuxième but à frapper trente circuits et voler trente buts dans une même saison, de même que Giambi a frappé 41 circuits. Roger Clemens a été un artisan de l’histoire en obtenant sa 300e victoire comme lanceur et retirant son 4 000e frappeur sûr des prises. Seulement deux autres lanceurs dans l’histoire des ligues majeures ont eu plus de 4 000 retraits au bâton, soient Nolan Ryan et Steve Carlton. Dans les séries de division de la ligue américaine, les Yankees ont perdu contre les Angels d’Anaheim en quatre parties.
En 2003, les Yankees ont de nouveau eu le meilleur dossier de la ligue (101-61), et ont battu les Twins du Minnesota dans les séries de divisions, et ont alors battu leur rival de toujours, les Reds Sox pour le championnat de la ligue américaine dans une dure série de sept parties, qui a donné lieu à une bataille général à la troisième partie et d’un circuit d’Aaron Boone qui a mis fin à la série en fin de 11e manche. Les Yankees ont alors été battus par les Marlins de la Floride, une équipe avec une masse salariale au quart de celle des Yankees-en séries mondiales, quatre parties contre deux.
Après la saison 2003, les Yankees ont espéré en ajouter plus à un alignement qui ont été éliminés les années précédentes. Ils ont signé deux cogneurs, signant comme agent libre Gary Sheffield, et échangeant le joueur de deuxième but Alfonso Soriano aux Rangers du Texas contre l’arrêt court Alex Rodriguez. Avec Jeter à la position d’arrêt court, Rodriguez, qui avait toujours joué à cette position durant sa carrière, a consenti à être transféré au troisième but. Pendant la saison 2004, cependant, la faiblesse des Yankees était leur rotation des partants. Malgré ceci, ils ont géré pour gagner plus de 100 parties avec leur alignement puissant, leur troisième saison consécutives pour les mener en séries. Dans les séries de division les Yankees ont rencontré de nouveau et vaincu les Twins du Minnesota trois parties à une.
Dans les séries de championnat de la ligue américaine de 2004 contre les Red Sox, les Yankees sont devenus la première équipe dans l’histoire du baseball professionnel, et la troisième équipe dans le sport professionnel d’Amérique du Nord (à ce moment-là, car c'est arrivé cinq fois, soit en 1942, 1975, 2010 et 2014 dans la Ligue Nationale de Hockey), de perdre une série quatre de sept après avoir pris une avance de 3 à 0 dans la série. Les Yankees ont pensé qu’il avait eu besoin d’améliorer leur lanceur, qui ont été chancelant dans leur perte face aux Red Sox, et ils ont signé les lanceurs agent libre Carl Pavano, Jaret Wright et le gaucher dominant Randy Johnnson de l’Arizona. Cependant, aucun des trois n’a répondu aux espérances : Pavano a lancé seulement dix-sept parties en 2005 et a manqué la saison 2006 entière en raison d’un assortiment de blessure, Wright a été échangé après avoir commencé seulement quarante parties en deux saisons et Johnson a souffert de problèmes de dos qui ont eu pour résultat la chirurgie en octobre 2006.
La saison 2005 a commencé lentement pour les Yankees, et ils ont passé la plus grande partie de la saison à chasser les Red Sox de Boston pour le titre de la division. Les Yankees, cependant, ont gagné la division, en concluant la saison contre les Red Sox. Alex Rodriguez a mérité le titre du joueur le plus utile dans la ligue américaine, devenant le premier Yankee à gagner cette reconnaissance depuis Don Mattingly en 1985. Giambi a reçu l’honneur du retour de l’année, voté par les fans, et le deuxième but Robinson Cano a été finaliste pour le titre de recrue de l’année. Un autre fait de la saison est la fiche du lanceur Aaron Small, qui est devenu le quatrième lanceur de l’historie à gagner au moins dix parties sans avoir de défaites.
Dans les séries de divisions de la ligue américaine 2005, les Angeles ont battu les Yankees en cinq parties dans la première ronde des séries, c’est la deuxième fois en quatre ans que les Angeles battent les Yankees en première ronde. Alex Rodriguez, le MVP de la ligue américaine en 2005, a connu une mauvaise série, frappant pour .133 avec aucun circuit et aucun point produits.
Dans l’entre saison 2005-2006, le directeur général Brian Cashman s'est vu attribuer plus de contrôle sur la direction des Yankees, et en décembre 2005, les Yankees ont signé le voltigeur de centre Johnny Damon des grands rivaux des Red Sox. Les Yankees ont aussi signé Kyle Farnsworth, Mike Myers, Octavio Dotel et Ron VIllone pour améliorer leur relève, qui avait été un point faible pendant la saison 2005.
Malgré la perte des joueurs de champ Hideki Matsui et Gary Sheffield blessés au début de la saison, les Yankees ont fini la première moitié de la saison 2006 avec 50 victoires et 36 défaites, trois parties derrière les Red Sox. Mais ils ont rattrapé les Red Sox, et le 18 août, les Yankees sont entrés au Fenway Park avec une avance de 1,5 partie en avance pour une série de cinq parties. La série a commencé avec un programme double que les Yankees ont balayé 12-4 et 14-11, revivant le massacre de Boston de 1978 et incitant Dan Shaughnessy du Boston Globe de donner le nom du programme double de « Son of Massacre » Les Yankees sont allés balayer les cinq parties (appelant la série le « Deuxième Massacre de Boston »). Ils ont dominé les Reds Sox par un score combiné de 49-26 et sont partis de Boston avec une avance de 6,5 parties. Les Red Sox termineront finalement la saison au troisième rang dans l'Est derrière les Yankees et les Blue Jays de Toronto, le faisant pour la première fois depuis 1998 quand les Red Sox n’ont pas fini deuxième derrière les Yanks.
Le championnat de division était le neuvième consécutif pour les Yankees. Quand les Mets remportèrent leur division (battant les Braves d’Atlanta qui l’avait gagné les ondes dernières saisons), ce fut la première fois que les deux équipes de New York gagnaient leurs divisions respectives la même année. Leur fiche de 97-65 a égalisé celles des Mets, donnant les espoirs aux New Yorkais d’une autre série du métro. Cependant, les Yankees ont perdu aux mains des Tigers de Détroit en quatre parties dans les séries de division de la ligue américaine, alors que les Mets ont perdu leur série de championnat de la ligue nationale contre les Cardinals de Saint-Louis en sept parties.
Le 11 octobre 2006, quatre jours après l'élimination des Yankees, la tragédie a frappé quand le lanceur Cory Lidle est tué dans un accident d'avion avec son copilote, Tyler Stranger. Leur monomoteur s’est écrasé au 40e étage d'un immeuble situé sur la 72e rue à Manhattan dans l'Upper East Side. Lidle est le deuxième Yankee en activité à être tué dans un accident d’avion, après Thurman Munson en 1979.
Les changements pendant l'entre saison 2006-2007 comprennent l'échange de Gary Sheffield et Jaret Wright et les signatures du lanceur japonais Kei Igawa et de l'ancien Yankee Andy Pettitte, lequel avait quitté l'équipe en 2003. Au début de janvier, l’équipe a échangé Randy Johnson aux Diamondbacks pour le releveur Luis Vizcaino et trois joueurs des mineurs. Le joueur de champ Bernie Williams est depuis 2006 un joueur autonome.
Le 1er octobre 2015, les Yankees deviennent la première équipe de la Ligue américaine à remporter leur 10 000e victoire dans l'histoire.

## Uniformes et code vestimentaire

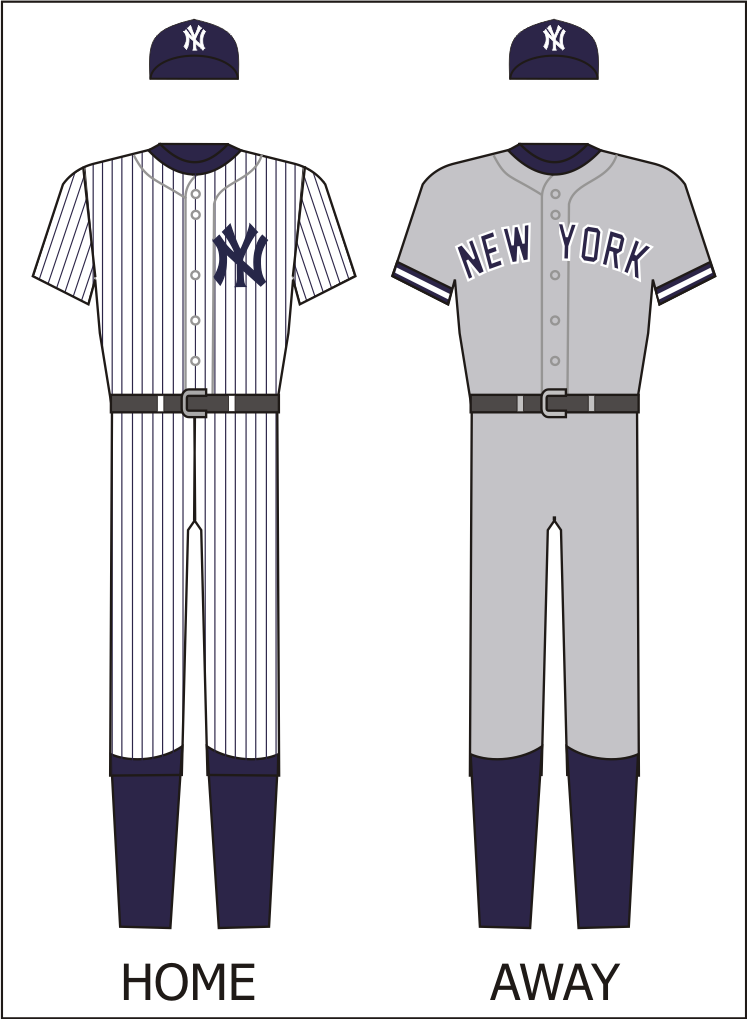
Uniformes.

Les couleurs de l’équipe sont le bleu marine et le blanc. Sous le règne de George Steinbrenner, les cheveux longs et les poils du visage au-dessous de la lèvre sont interdits. Les tatouages visibles sont aussi interdits, et les joueurs qui en ont sur leur bras sont souvent vus portant une manche bleu marine.[réf. nécessaire]
L’uniforme à domicile des Yankees est blanc avec des rayures très fines distinctives et le logo des lettres « NY » liées, en bleu marine, sur la poitrine. La tenue à l'extérieur est grise avec « New York » écrit en majuscule à travers la poitrine. Le numéro du joueur est inscrit sur le dos de l’uniforme, mais n’est pas accompagné du nom du joueur.
En 1929, les Yankees de New York sont la première équipe à faire du numéro du joueur un élément permanent de l’uniforme. Les nombres ont été distribués selon l’ordre des frappeurs. Cette année-là, Earle Combs porte le # 1, Mark Kownig le # 2, Babe Ruth est # 3, Lou Gehrig # 4, Bob Meusel # 5, Tony Lazzeri # 6, Leo Durocher # 7, Johnny Gravowski # 8, Benny Bengough # 9 et Bill Dickey # 40. Pendant que les autres équipes ont commencé à mettre le nom sur les maillots dans les années 1960, les Yankees n’ont pas suivi la tendance. Plusieurs entreprises ont créé des maillots avec les noms des Yankees cousus sur le dos pour les fans qui le voulaient, mais aucun uniforme officiel des Yankees n’a jamais eu de nom de joueur sur le dos. Ils sont aussi une des seules équipes de la Ligue majeure de baseball à rejeter la tendance qui consiste à créer un troisième maillot. De même, l’équipe n’a jamais distribué le # 0 ou le #00, alors qu'ils favorisent la vente de maillots aux supporteurs.
Bien que les Yankees aient porté le même uniforme à l’extérieur depuis 1918 (à l’exception de 1927 à 1930, quand le mot NEW YORK a été remplacé par le mot YANKEES), un changement radical a été proposé en 1974. Marty Appel, dans son livre New Pitching for the Yankees, décrit les uniformes proposés :

« En 1974, je marchais vers le bureau de Gabe Paul (le directeur général) quand j'ai vu les échantillons de la nouvelle tenue extérieure des Yankees posés sur le canapé. Ils étaient le contraire de la tenue à domicile aux rayures très fines – ils étaient bleu marine avec des rayures très fines blanches, le logo de NY était blanc. Gabe les aimait. J’ai failli m’évanouir. Bien que les tenues extérieures gris fade n’étaient pas excitantes, avec simplement NEW YORK sur la poitrine, ils étaient tout autant représentatifs des Yankees que la tenue à domicile. Je pense que mon dédain dramatique a sauvé (sic) cette journée et les Yankees de porter ces terribles pyjamas sur le terrain. »

Les Yankees portent une casquette bleu marine avec un logo blanc de « NY » à domicile comme à l'extérieur.

## Popularité
Au fil des années, les Yankees sont passés d’une équipe anonyme à l’une des équipes les plus connues et les plus populaires, non seulement dans le baseball, mais aussi dans le sport professionnel américain.

### Support des fans
Les Yankees jouissent d'une grande popularité à travers Manhattan, New York, les États-Unis et le monde entier. On retrouve leurs produits dérivés à travers toute la planète. Cependant, l'Amérique se divise en deux lors du match contre l'éternel rival : les Red Sox de Boston. Plusieurs jours avant le match, la pression entre les deux clans s'accentue : on ne peut pas aimer les Red Sox et les Yankees en même temps.
Avec les succès répétitifs de la franchise depuis 1920 et sa dynastie rajeunie, les Yankees ont toujours été et continuent toujours à être une des équipes de sport préférées dans le monde. Ils ont une grande base de fans, qui déborde nettement la seule ville de New York et celles des Mets de New York. Même sur les parties à l’extérieur comme à Baltimore, Boston, Toronto ou Tampa Bay, les Yankees attirent généralement leurs propres fans, montrant qu’ils ont non seulement le soutien de la région de New York, mais aussi d'ailleurs aux États-Unis et au Canada.
La première saison d’un million de spectateurs eut lieu en 1920, quand 1 289 422 supporteurs assistent aux parties des Yankees au Polo Grounds. La première saison de deux millions de spectateurs a eu lieu en 1946 quand 2 265 512 partisans ont assisté aux parties au Yankee Stadium. Les Yankees ont battu l'affluence moyenne de la ligue à domicile lors de 83 des 87 dernières années (il n'y a qu'en 1990, 1991, 1992 et 1994 qu'ils n’ont pas accompli cet exploit). Durant les sept dernières années, à l’aube de leur nouvelle dynastie, les Yankees ont atteint pas loin de trois millions de spectateurs à chaque fois, avec même 4 090 696, record de la Ligue américaine en 2005, devenant seulement la troisième franchise dans l’histoire du sport à dépasser quatre millions de spectateurs en saison régulière dans leur propre stade de baseball.
Les Yankees ont aussi été les meneurs de la ligue pour « les assistances à l’étranger » de 2001 à 2006.
Beaucoup d’admirateurs qui assistent aux parties au Yankees Stadium sont familiers avec les fans, dont Fred Schuman, connu simplement comme « Freddy ». Pendant 50 années ce spectateur est venu aux parties des Yankees avec une casquette de baseball, un chandail de yankees (qui porte son nom dans le dos) et une casserole de gâteau avec un trèfle peint dessus qui est connecté à un signe inscrit avec les mots d’encouragement pour l’équipe. Le signe change à chaque partie (Mais présente toujours le préfixe « Freddy Sez ») et Freddy porte une cuillère en métal avec lui encourageant les partisans à frapper la casserole pour la bonne chance quand il traverse la foule à chaque partie. Schuman est décédé le 17 octobre 2010 à l'âge de 85 ans.
Il est fait référence au club et à son stade dans la chanson Empire State of Mind de Jay-Z qu'il interprète en duo avec Alicia Keys.

### LesBleacher Creatures
Les Bleacher Creatures (Créatures de gradins) sont un groupe notoire de détenteurs de billets de saison qui ont occupé la section 39 dans les gradins de droite de l'ancien Yankee Stadium et occupent la section 203 dans le nouveau. Ils sont connus pour leur stricte allégeance aux Yankees et sont souvent impitoyables envers les supporteurs adverses qui siègent dans la section et encouragent l'équipe sur la route. Ils aiment se moquer du joueur de champ droit de l'équipe adverse avec une série de chants et de diffamations. Les "créatures" ont reçu leur surnom de Filip "Flip" Bondy, chroniqueur au New York Daily News, qui a passé la saison 2004 dans la section en la stadium ancien de recherche sur son livre sur le groupe "Bleeding Pinstripes: A Season with the Bleacher Creatures of Yankee Stadium", qui a été publié en 2005.

## Trophées et honneurs individuels

### Yankees au Temple de la renommée
Highlanders de New York 
| - Jack Chesbro - Clark Griffith |  | - Willie Keeler - Rickey Branch |

Yankees de New York 
| - Frank Baker - Yogi Berra - Wade Boggs - Frank Chance - Earle Combs - Stan Coveleski - Joe DiMaggio - Bill Dickey - Whitey Ford - Lou Gehrig - Lefty Gomez - Burleigh Grimes - Bucky Harris |  | - Waite Hoyt - Miller Huggins - Catfish Hunter - Reggie Jackson - Derek Jeter - Tony Lazzeri - Mickey Mantle - Joe McCarthy - Johnny Mize - Mike Mussina - Phil Niekro - Herb Pennock - Gaylord Perry - Tim Raines |  | - Mariano Rivera - Phil Rizzuto - Iván Rodríguez - Red Ruffing - Babe Ruth - Joe Sewell - Enos Slaughter - Lee Smith - Casey Stengel - Dazzy Vance - Paul Waner - Dave Winfield |

### Numéros retirés
- 1 : Billy Martin
- 2 : Derek Jeter
- 3 : Babe Ruth
- 4 : Lou Gehrig
- 5 : Joe DiMaggio
- 6 : Joe Torre
- 7 : Mickey Mantle
- 8 : Yogi Berra et Bill Dickey
- 9 : Roger Maris
- 10 : Phil Rizzuto
- 15 : Thurman Munson
- 16 : Whitey Ford
- 20 : Jorge Posada
- 21 : Paul O'Neill
- 23 : Don Mattingly
- 32 : Elston Howard (en)
- 37 : Casey Stengel

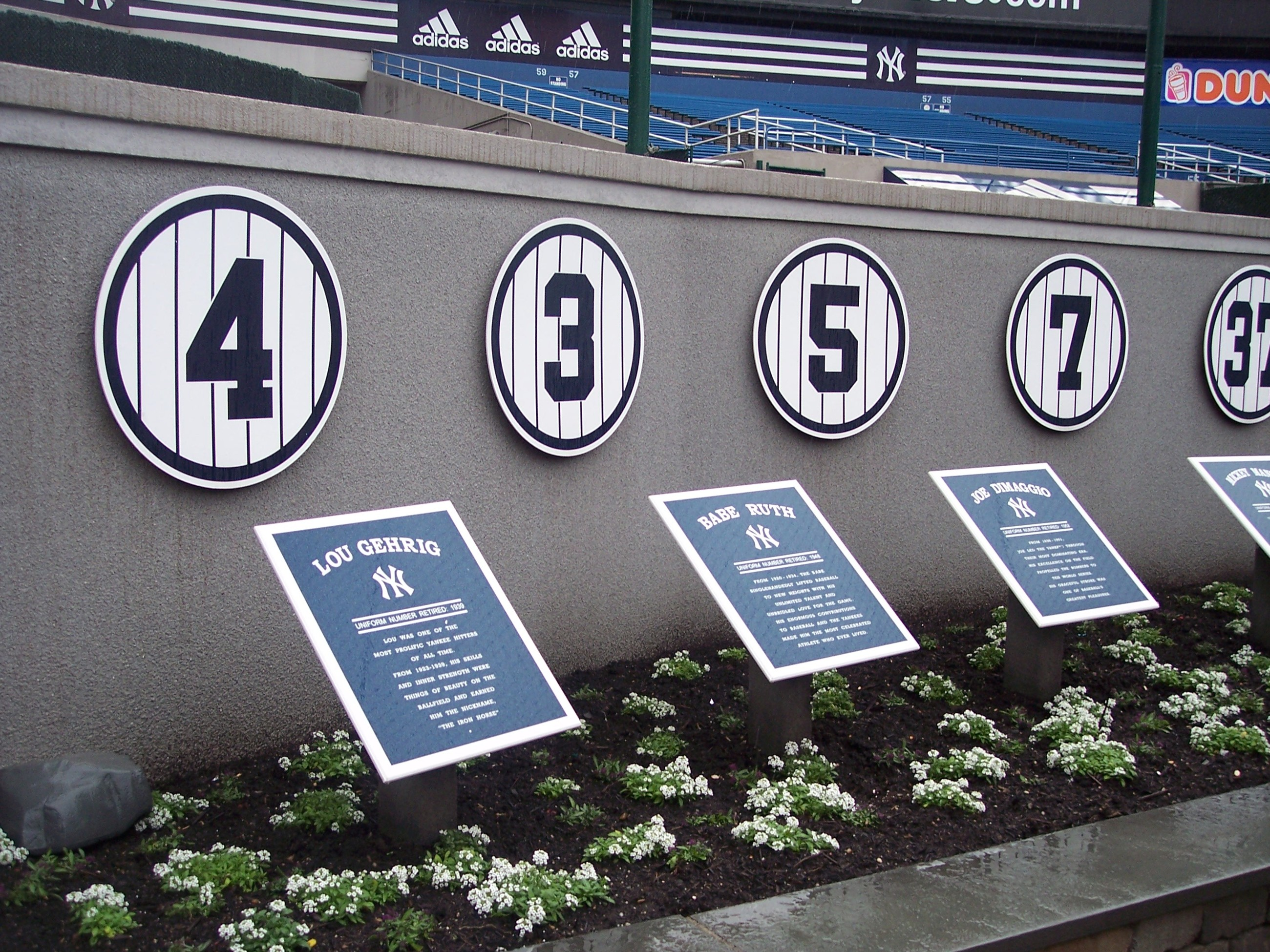
Numéros retirés au Yankee Stadium

- 42 : Jackie Robinson (retire par la MLB) et Mariano Rivera
- 44 : Reggie Jackson
- 46 : Andy Pettitte
- 49 : Ron Guidry
- 51 : Bernie Williams

Les numéros retraités ont été affichés derrière la clôture du terrain gauche de l’ancien Yankee Stadium et devant le enclos de l’équipe adverse, formant une petite allée qui relie Monument Park aux gradins de gauche. Lorsque la franchise s'est déplacée de l'autre côté de la rue vers le nouveau stade, les chiffres ont été intégrés à Monument Park, qui occupe une place centrale sur le terrain entre les deux enclos.

### Autres trophées et honneurs
| Meilleur joueur de la saison (depuis 1911) : - Babe Ruth (1923) - Lou Gehrig (1927 et 1936) - Joe DiMaggio (1939, 1941 et 1947) - Joe Gordon (1942) - Spud Chandler (1943) - Phil Rizzuto (1950) - Yogi Berra (1951, 1954 et 1955) - Mickey Mantle (1956, 1957 et 1962) - Roger Maris (1960 et 1961) - Elston Howard (1963) - Thurman Munson (1976) - Don Mattingly (1985) - Alex Rodriguez (2005 et 2007) - Aaron Judge (2022) |  | Trophée Cy Young (depuis 1956) : - Bob Turley (1958) - Whitey Ford (1961) - Sparky Lyle (1977) - Ron Guidry (1978) - Roger Clemens (2001) Manager de l'année (depuis 1983) : - Buck Showalter (1994) - Joe Torre (1996 et 1998) Prix Hank Aaron (depuis 1999) : - Derek Jeter (2006) - Alex Rodriguez (2007) - Aaron Judge (2022) |  | Prix Roberto Clemente (depuis 1971) : - Ron Guidry (1984) - Don Baylor (1985) Recrue de l'année (depuis 1947) : - Gil McDougald (1951) - Bob Grim (1954) - Tony Kubek (1957) - Tom Tresh (1962) - Stan Bahnsen (1968) - Thurman Munson (1970) - Dave Righetti (1981) - Derek Jeter (1996) - Aaron Judge (2017) |

## Affiliés en ligues mineures
| Niveau | Franchise                           | Ligue                      | Ville       | État                   | Affilié depuis |
| ------ | ----------------------------------- | -------------------------- | ----------- | ---------------------- | -------------- |
| AAA    | RailRiders de Scranton/Wilkes-Barre | Ligue internationale       | El Paso     | Pennsylvanie           | 2007           |
| AA     | Patriots de Somerset                | Eastern League             | San Antonio | New Jersey             | 2021           |
| A+     | Renegades d'Hudson Valley           | South Atlantic League      | Fishkill    | New York               | 2021           |
| A-     | Tarpons de Tampa                    | Ligue de l'État de Floride | Tampa       | Californie             | 1994           |
| Rookie | FCL Yankees                         | Florida Complex League     | Tampa       | Californie             | 1966           |
| Rookie | DSL Yankees                         | Dominican Summer League    | Boca Chica  | République dominicaine | 1992           |